# 布伦特福德足球俱乐部
賓福特足球會（英語：Brentford F.C.）是位於英格蘭倫敦西南部大倫敦外圍自治市的的職業足球會，成立於1889年，綽號「蜜蜂」或「紅白軍」（The red and white army），現時在英超作賽。
布倫特福德主場球場是賓福特社區球場（Brentford Community Stadium）。
賓福特在2020/21球季取得英冠升班附加賽冠軍，是球會自1946/47賽季以來首次重返頂級聯賽角逐。賓福特亦成為第50支英超參賽球隊。

## 歷史

### 早年歷史
賓福特足球會成立於1889年，1898年開始參加英格蘭足球聯賽，1935年首次升上當時頂級的英甲聯賽，但自1947年護級失敗降至英乙聯賽後，賓福特長期在低組別聯賽中作賽。

### 2014/15
布倫特福德以升班馬之姿（2013/14英甲亞軍）奪得英冠聯賽第5名，勇闖英超升級附加賽，但在首輪碰到米德尔斯堡，第1回合主場負1-2，第2回合客場負0-3，總比分以1-5敗陣止步。

### 2016/17：廢青改B，隊徽換新
布倫特福德季前發生了年輕國腳被曼城和曼聯以超低代價帶走的「搶案」，從而使他們痛定思痛，將效益不彰的青訓關掉，另立比照一隊運作模式的B隊。同時，他們也改變了人員買賣的策略，開始買低賣高，逐漸累積起更上一層樓的長遠資源。
2016年11月，布倫特福德官宣將在下季使用新的隊徽。新的隊徽設計簡潔，即使用在客場或第三球衣上也毫無阻滯。最重要的是，新隊徽強化了蜜蜂的圖樣，讓蜜蜂看起來更有稜角，也更具侵略性。

### 2019/20：BMW連線功虧一簣
自2015年以升班馬之姿強勢挑戰升超附加賽後，經過4季的沉潛，布倫特福德再度展翅飛翔。靠著銳不可擋的鋒線組合「BMW」Said Benrahma、Bryan Mbeumo、Ollie Watkins領軍攻堅，轟入全英冠最高的80球，並在防守端僅失38球（僅次於英冠冠軍里茲聯）
布倫特福德開季稍微緩慢，不過隨著賽季進行，逐漸加快積分節奏打入附加賽區，在跨年後更緊追搖搖欲墜的里茲聯，可惜無法順勢搶進直升區。
疫情導致無限期停賽前，小蜜蜂來到第3名，並在復賽後拉出8連勝高潮。然而當季末第2名西布朗以4連不勝收官（3和1敗，3分）他們也連吞2敗屈居第3名，又一次錯過了超車良機。
布倫特福德在升超附加賽表現不穩定，對上第6名斯旺西以總比分3：2（1-0，3-1）過關，然而溫布利決戰1：2不敵第4名富勒姆，將最後一個英超席次拱手讓人。

### 2020/21：破除升級附加賽魔咒
升超失敗後，鋒線組合「BMW」也旋即被英超球隊高價挖角而拆解，西漢姆聯帶走沙特·賓華馬，阿斯頓維拉買走奧尼·屈堅斯，僅存Bryan Mbeumo，而布倫特福德又進帳2筆巨額收益。
然而，雖然王牌鋒線被挖了2個，小蜜蜂依舊是升級大熱門。除了攻守體系的強勢，自彼得堡聯挖來的伊万·托尼大爆發，補足了火力缺口。
布倫特福德又一次面臨直升的大好機會，然而下半程表現不穩定，先後遭逢3連敗、客場不敵诺维奇城與4連和，讓他們喪失了直升的主動權。所幸在季末又開啟一波小高潮，布倫特福德帶著比上季（81分）更高的87分，轟進79球失42球也與上季相距不遠。
升級附加賽，布倫特福德先是以總比數3：2（1-0，3-1）逆轉第6名伯恩茅斯，最後在溫布利決戰2-0擊退第4名斯旺西，隊史首度殺進英超，也是睽違74年重返頂級聯賽。

## 大事紀年
| 年 份   | 事 項 |
| ------- | --- |
| 1898–99 | 參加南部《乙組》聯賽（倫敦地區）                                                                           |
| 1900-01 | 南部《乙組》聯賽冠軍。鄰選賽0-0賽和後升級南部《甲組》                                                      |
| 1901-02 | 南部《甲組》聯賽排第十五位，鄰選賽1-1賽和葛雷聯（Grays Utd），對手拒絕加時後獲准留級                       |
| 1902-03 | 南部《甲組》聯賽排第十六位，鄰選賽7-2擊敗，獲准留級。同時參加西部聯賽（Western League）                    |
| 1904-05 | 西郭聯賽亞軍                                                                                               |
| 1913    | 南部《甲組》聯賽排第十九位，降級南部《乙組》                                                               |
| 1919    | 獲選加入擴大後的南部《甲組》聯賽                                                                           |
| 1920-21 | 足球聯盟南區丙組聯賽創始成員                                                                               |
| 1929-30 | 南區丙組聯賽亞軍                                                                                           |
| 1932-33 | 南區丙組聯賽冠軍，升級乙組                                                                                 |
| 1934-35 | 乙組聯賽冠軍，升級甲組                                                                                     |
| 1947    | 甲組聯賽排第廿一位，降級乙組                                                                               |
| 1954    | 乙組聯賽排第廿一位，降級南區丙組                                                                           |
| 1957-58 | 南區丙組聯賽亞軍                                                                                           |
| 1958-59 | 聯賽重組後被置於丙組聯賽                                                                                   |
| 1962    | 丙組聯賽排第廿三位，降級丁組                                                                               |
| 1962-63 | 丁組聯賽冠軍，升級丙組                                                                                     |
| 1966    | 丙組聯賽排第廿三位，降級丁組                                                                               |
| 1971-72 | 丁組聯賽排第三位，升級丙組                                                                                 |
| 1973    | 丙組聯賽排第廿二位，降級丁組                                                                               |
| 1977-78 | 丁組聯賽排第四位，升級丙組                                                                                 |
| 1984-85 | 決賽1-3負於，聯賽錦標亞軍                                                                                  |
| 1990-91 | 丙組聯賽排第六位，附加賽第一輪兩回合累計2-3負於                                                            |
| 1991-92 | 丙組聯賽冠軍，升級乙組                                                                                     |
| 1992-93 | 超聯成立，乙組改組為甲組〈II〉。甲組〈II〉排第廿二位，降級乙組〈III〉                                      |
| 1994-95 | 乙組〈III〉聯賽亞軍，附加賽準決賽兩回合累計1-1，十二碼3-4負於哈德斯菲尔德                                  |
| 1996-97 | 乙組〈III〉聯賽排第四位，附加賽準決賽兩回合累計4-2擊敗，溫布萊決賽0-1負於克魯                              |
| 1998    | 乙組〈III〉聯賽排第廿一位，降級丙組〈IV〉                                                                  |
| 1998-99 | 丙組〈IV〉聯賽冠軍，升級乙組〈III〉                                                                        |
| 2000-01 | 決賽1-2負於，聯賽錦標亞軍                                                                                  |
| 2001-02 | 乙組〈III〉聯賽排第三位，附加賽準決賽兩回合累計2-1擊敗哈德斯菲尔德，千禧球場決賽0-2負於                    |
| 2004-05 | 乙組〈III〉聯賽更名「英甲聯賽」。英甲聯賽排第四位，附加賽準決賽兩回合累計1-3負於                           |
| 2005-06 | 英甲聯賽排第三位，附加賽準決賽兩回合累計1-3負於                                                            |
| 2006-07 | 甲級聯賽排第廿四位，降級英乙聯賽                                                                           |
| 2008-09 | 英乙聯賽冠軍，升級英甲聯賽                                                                                 |
| 2010-11 | 決賽0-1負於，聯賽錦標亞軍                                                                                  |
| 2012-13 | 英甲聯賽排第三位，附加賽準決賽兩回合累計4-4，十二碼5-4擊敗，溫布萊決賽1-2負於                              |
| 2013-14 | 英甲聯賽亞軍，升級英冠聯賽                                                                                 |
| 2014-15 | 英冠聯賽排第五位，附加賽準決賽兩回合累計1-5負於                                                            |
| 2019-20 | 英冠聯賽排第三位，附加賽準決賽兩回合3-2擊敗史雲斯，溫布萊決賽1-2負於富咸                                   |
| 2020-21 | 聯賽盃晉身四強；英冠聯賽排第三位，附加賽準決賽兩回合3-2擊敗般尼茅夫，溫布萊決賽2-0擊敗史雲斯，升級英超聯賽 |

## 近況

### 盃賽成績
| 圈數     | 日期          | 主／客   | 對賽球隊 | 紀錄                       |
| 聯 賽 盃 | 聯 賽 盃      | 聯 賽 盃 | 聯 賽 盃 | 聯 賽 盃                   |
| -------- | ------------- | -------- | -------- | -------------------------- |
| 第二圈   | 2022年8月23日 | 客       | 高車士打 | 勝 2 - 0                   |
| 第三圈   | 2022年11月8日 | 主       | 基寧咸   | 和 1 - 1 互射十二碼負5 - 6 |
| 足 總 盃 |               |          |          |                            |
| 第三圈   | 2023年1月7日  | 主       | 韋斯咸   | 負 0 - 1                   |

## 主場球場

### Gtech社區球場

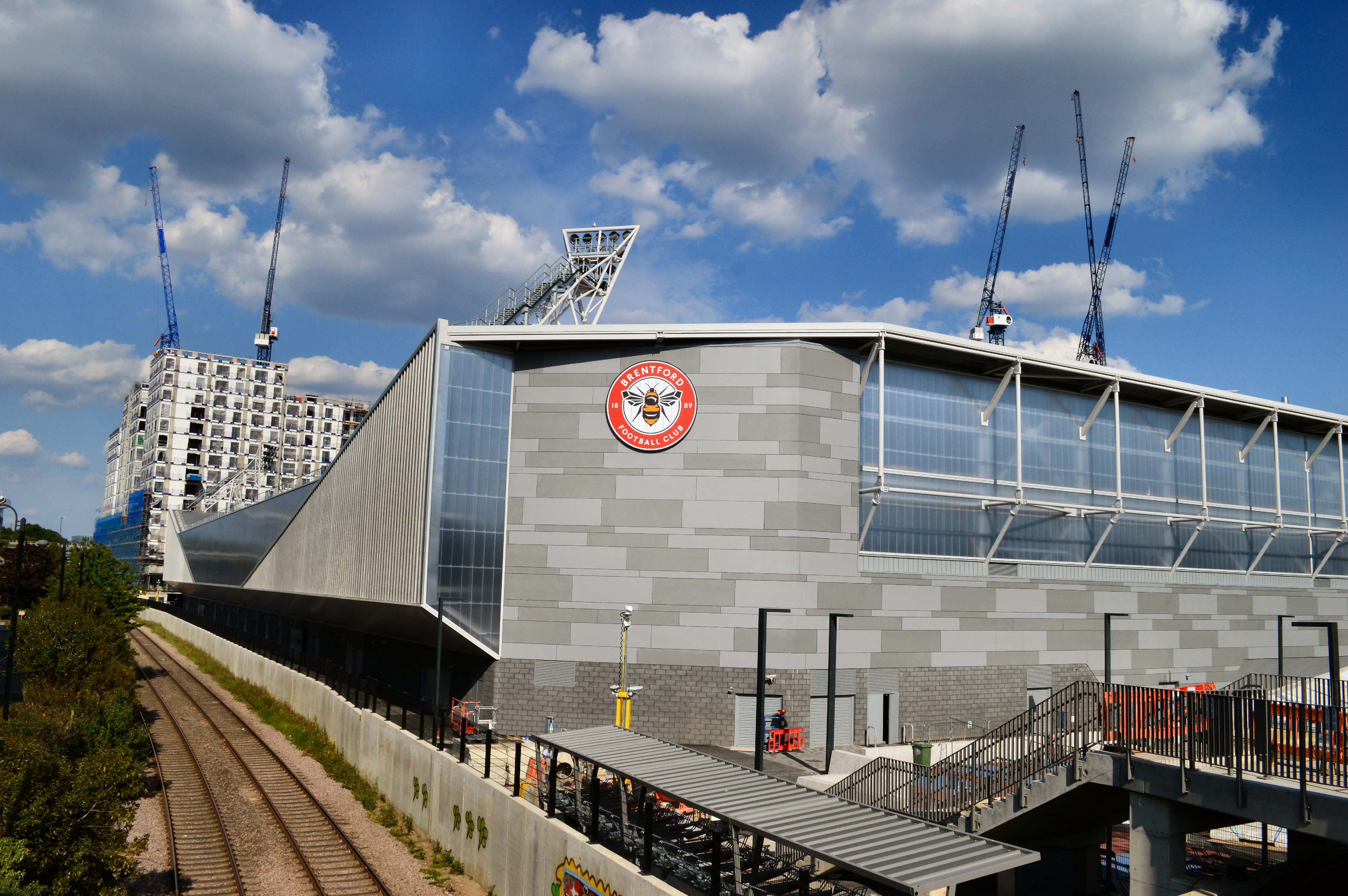
賓福特社區球場

Gtech社區球場（英語：Gtech Community Stadium），原名「賓福特社區球場」（Brentford Community Stadium），是位於英格蘭大倫敦豪士羅區的體育場。球場於2020年9月正式啟用，可以容納17,250名觀眾，首場比賽是對牛津聯的季前熱身賽。
2022年7月28日，球會公佈與Gtech達成十年球場命名權協議，球場未來十年會被命名為Gtech社區球場。

### 格芬公園球場

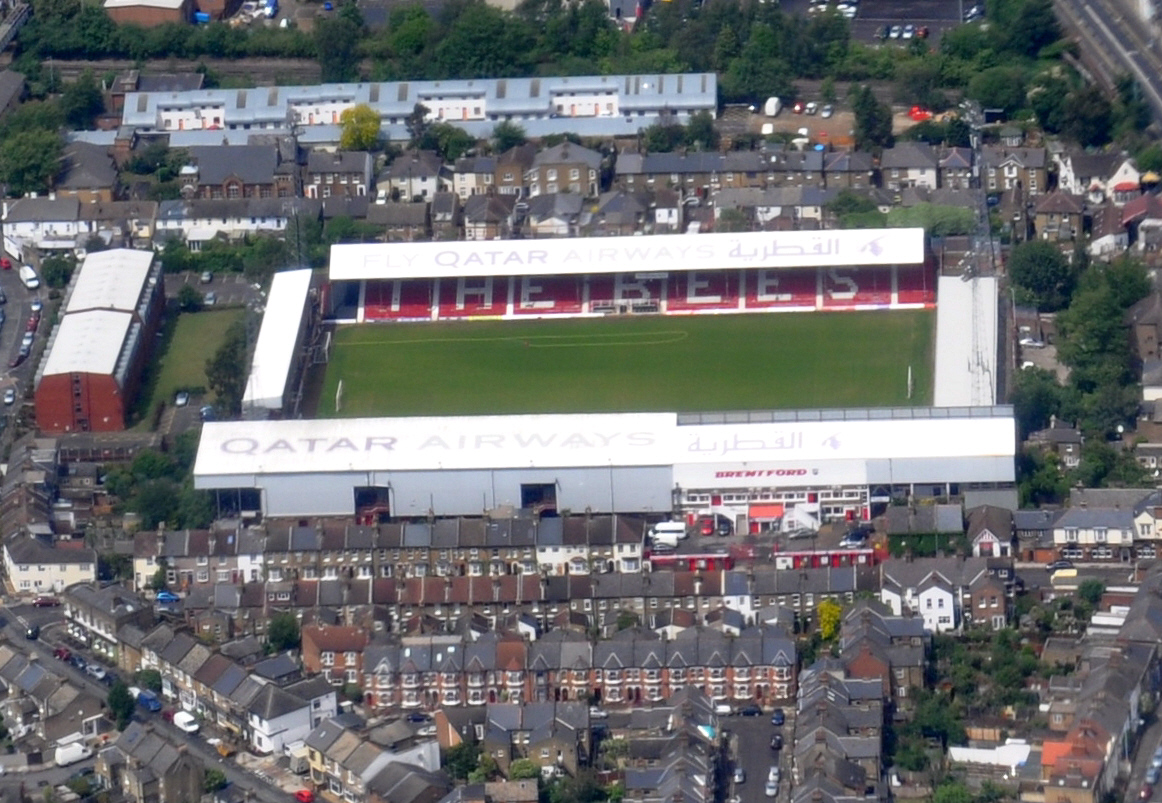
格芬公園球場

格芬公園球場（英語：Griffin Park）是位於英格蘭大倫敦豪士羅區的足球體育場。球場自1904年建成啟用後，一直是球隊的主場球場，直至2020/21球季被新球場取代，首仗賽事是對普利茅夫的西部聯賽（Western League）賽事，最後一仗賽事是對史雲斯的英冠附加賽準決賽。
格芬公園球場是在英格蘭足球聯賽的球場中唯一在四個角落均設置有酒館而聞名，而且座落於主要的民居住宅區內。
球場以鷹頭獅（griffin）命名，源於福勒啤酒厂（Fuller's Brewery）的商標，而球場所在地曾經是啤酒厂的果園。
格芬公園球場由四座看台組成，分別為單層全坐席設計主看台的「蜜蜂聯合看台」（Bees United Stand），一方球門後面是「BIAS看台」（BIAS Stand），是有頂蓋的梯級看台，另一座單層全坐席看台是「比爾·爱克斯比看台」（Bill Axbey Stand），而供作客球迷入座的「布鲁克路看台」（Brook Road Stand）在另一方球門後面，是一座小型雙層看台。
球場位於倫敦希斯路機場航道之下，球場頂蓋成為歐洲最大的戶外廣告板。

## 榮譽
| 榮譽                      | 次數        | 年度                            |
| 聯 賽 比 賽               | 聯 賽 比 賽 | 聯 賽 比 賽                     |
| ------------------------- | ----------- | ------------------------------- |
| 乙組〈II〉聯賽 冠軍       | 1           | 1934/35年                       |
| 冠軍〈II〉聯賽 附加賽冠軍 | 1           | 2020/21年                       |
| 丙組〈III〉聯賽 冠軍      | 1           | 1991/92年                       |
| 南區丙組〈III〉聯賽 冠軍  | 1           | 1932/33年                       |
| 甲組〈III〉聯賽 亞軍      | 1           | 2013/14年                       |
| 乙級〈IV〉聯賽 冠軍       | 1           | 2008/09年                       |
| 丙組〈IV〉聯賽 冠軍       | 1           | 1998/99年                       |
| 丁組〈IV〉聯賽 冠軍       | 1           | 1962/63年                       |
| 杯 賽 比 賽               |             |                                 |
| 联赛錦標 亞軍             | 3           | 1984/85年、2000/01年、2010/11年 |

## 球員名單（2025/26）
1. 球員編號參照： （页面存档备份，存于）。
2. 粗體字為新加盟球員（青年隊提升不計）。
3. 2025年夏季轉會窗（英语：List of English football transfers summer 2025）：6月1日至10日，6月16日至9月1日。

### 目前效力
| 號碼  | 國籍           | 球員                                     | 位置     | 年齡  | 加盟年份 | 前屬球會   | 轉會費    |
| 門 將 | 門 將          | 門 將                                    | 門 將    | 門 將 | 門 將    | 門 將      | 門 將     |
| ----- | -------------- | ---------------------------------------- | -------- | ----- | -------- | ---------- | --------- |
| 1     | 爱尔兰         | （Caoimhin Kelleher）                    | 門將     | 26    | 2025     | 利物浦     | 1,250萬鎊 |
| 12    | 冰岛           | 哈孔·瓦爾迪馬松（Hákon Valdimarsson）    | 門將     | 23    | 2024     | 艾夫斯堡   | 250萬鎊   |
| 13    | 英格兰         | （Matthew Cox）                          | 門將     | 22    | 2021     | AFC溫布頓  | 45萬鎊    |
| 31    | 英格兰         | （Ellery Balcombe）                      | 門將     | 25    | 2016     | 青年隊     | 不適用    |
| 後 衛 |                |                                          |          |       |          |            |           |
| 2     | 蘇格蘭         | （Aaron Hickey）                         | 右閘     | 23    | 2022     | 博洛尼亚   | 1,485萬鎊 |
| 3     | 英格兰         | （Rico Henry）                           | 左閘     | 28    | 2016     | 華素爾     | 150萬鎊   |
| 4     | 荷兰           | （Sepp van den Berg）                    | 中堅     | 23    | 2024     | 利物浦     | 2,000萬鎊 |
| 5     | 牙买加         | （Ethan Pinnock）                        | 中堅     | 32    | 2019     | 班士利     | 300萬鎊   |
| 20    | 挪威           | （Kristoffer Ajer）                      | 中堅     | 27    | 2021     | 些路迪     | 1,350萬鎊 |
| 22    | 爱尔兰         | （Nathan Collins）                       | 中堅     | 24    | 2023     | 狼队       | 2,300萬鎊 |
| 30    | 丹麦           | （Mads Roerslev）                        | 右閘     | 26    | 2019     | 哥本哈根   | 無透露    |
| 33    | 義大利         | 米夏埃尔·卡约德（Michael Kayode）        | 右閘     | 21    | 2025     | 佛罗伦萨   | 1,475萬鎊 |
| 中 場 |                |                                          |          |       |          |            |           |
| 6     | 英格兰         | （Jordan Henderson）                     | 正中場   | 35    | 2025     | 阿贾克斯   | 自由轉會  |
| 8     | 丹麦           | （Mathias Jensen）                       | 正中場   | 29    | 2019     | 切爾達     | 340萬鎊   |
| 14    | 葡萄牙         | （Fábio Carvalho）                       | 進攻中場 | 22    | 2024     | 利物浦     | 2,000萬鎊 |
| 15    | 奈及利亞       | （Frank Onyeka）                         | 正中場   | 27    | 2021     | 米迪蘭特   | 850萬鎊   |
| 17    | 荷兰           | 安东尼·米林保（Antoni Milambo）                | 進攻中場 | 20    | 2025     | 飛燕諾     | 1,720萬鎊 |
| 18    | 乌克兰         | 耶戈爾·亞爾莫柳克（Yehor Yarmolyuk）     | 進攻中場 | 21    | 2022     | 迪尼普第一 | 130萬鎊   |
| 23    | 英格兰         | （Keane Lewis-Potter）                   | 左翼     | 24    | 2022     | 赫尔城     | 1,710萬鎊 |
| 24    | 丹麦           | （Mikkel Damsgaard）                     | 左翼     | 25    | 2022     | 桑普多利亚 | 1,350萬鎊 |
| 25    | 英格兰         | （Myles Peart-Harris）                   | 進攻中場 | 22    | 2021     | 車路士     | 150萬鎊   |
| 26    | 土耳其         | 尤努斯·埃姆雷·科納克（Yunus Emre Konak） | 防守中場 | 19    | 2024     | 錫瓦斯     | 380萬鎊   |
| 27    | 德国           | （Vitaly Janelt）                        | 防守中場 | 27    | 2020     | 波琴       | 54萬鎊    |
| 32    | 英格兰         | （Paris Maghoma）                        | 正中場   | 24    | 2020     | 熱刺青年隊 | --        |
| 前 鋒 |                |                                          |          |       |          |            |           |
| 7     | 德国           | （Kevin Schade）                         | 左翼     | 23    | 2023     | 弗赖堡     | 2,100萬鎊 |
| 9     | 巴西           | （Igor Thiago）                          | 中鋒     | 24    | 2024     | 布魯日     | 2,800萬鎊 |
| 11    | 刚果民主共和国 | （Yoane Wissa）                          | 中鋒     | 28    | 2021     | 羅連安特   | 850萬鎊   |
| 19    | 布吉納法索     | （Dango Ouattara）                       | 左翼     | 23    | 2025     | 伯恩茅斯   | 3,700萬鎊 |
| 39    | 巴西           | 古斯塔沃·努内斯（Gustavo Nunes）         | 左翼     | 19    | 2024     | 甘美奧     | 1,000萬鎊 |

1. ↑  另浮動條款550萬鎊
2. ↑  另浮動條款350萬鎊
3. ↑  另浮動條款500萬鎊
4. ↑  租借下半季(24/25)後買斷，租借費42萬鎊
5. ↑  另浮動條款500萬鎊
6. ↑  另浮動條款425萬鎊
7. ↑  租借下半季(22/23)後買斷，租借費90萬鎊

### 外借球員
| 號碼             | 國籍             | 球員                          | 位置             | 年齡             | 加盟年份         | 外借球會         | 外借球季         |
| 2025年夏季轉會窗 | 2025年夏季轉會窗 | 2025年夏季轉會窗              | 2025年夏季轉會窗 | 2025年夏季轉會窗 | 2025年夏季轉會窗 | 2025年夏季轉會窗 | 2025年夏季轉會窗 |
| ---------------- | ---------------- | ----------------------------- | ---------------- | ---------------- | ---------------- | ---------------- | ---------------- |
| 21               | 英格兰           | 傑登·梅戈馬（Jayden Meghoma） | 左閘             | 19               | 2024             | 格拉斯哥流浪者   | 25/26球季        |
| 28               | 英格兰           | 瑞恩·特雷维特（Ryan Trevitt） | 正中場           | 22               | 2021             | 維根             | 25/26球季        |
| 36               | 大韩民国         | 金志樹（Kim Ji-soo）          | 中堅             | 20               | 2024             | 凯泽斯劳滕       | 25/26球季        |

### 離隊球員
1. 『*』為先租出一季或半季後售出。

| 號碼             | 國籍             | 球員                          | 位置             | 年齡             | 加盟年份         | 加盟球會         | 轉會費           |
| 2025年夏季轉會窗 | 2025年夏季轉會窗 | 2025年夏季轉會窗              | 2025年夏季轉會窗 | 2025年夏季轉會窗 | 2025年夏季轉會窗 | 2025年夏季轉會窗 | 2025年夏季轉會窗 |
| ---------------- | ---------------- | ----------------------------- | ---------------- | ---------------- | ---------------- | ---------------- | ---------------- |
| 1                | 荷兰             | （Mark Flekken）              | 門將             | 32               | 2023             | 利華古遜         | 840萬鎊          |
| 6                | 丹麦             | （Christian Nørgaard）        | 防守中場         | 31               | 2019             | 阿仙奴           | 1,000萬鎊        |
| 10               | 英格兰           | 祖舒亞·達施華（Josh Dasilva） | 正中場           | 26               | 2018             | 自由球員         | 自由轉會         |
| 16               | 英格兰           | （Ben Mee）                   | 中堅             | 35               | 2022             | 自由球員         | 自由轉會         |
| 19               | 喀麦隆           | （Bryan Mbeumo）              | 右翼             | 26               | 2019             | 曼聯             | 6,500萬鎊        |

## 著名球星
- （Marcus Bent）
- 占美·希路（Jimmy Hill）
- （Hermann Hreiðarsson）
- （Tommy Lawton）
- （Rod Stewart）：搖滾樂歌手

## 國內外合作夥伴
2013年，布倫特福德先後與冰甲塞爾福斯青年俱樂部與烏干達古盧聯足球俱樂部結盟，藉此取得更多潛力好手與更多練兵選項。
2014年，班主馬菲·賓林入主丹超中日德蘭，球會得以互相分享資源及看法。
2019年，布倫特福德與第9級別聯賽的倫敦老虎結盟。

## 主要對手
布倫特福德的主要對手為富咸與昆士柏流浪。